# Phallichthys
 Phallichthys  és un gènere de peixos de la família dels pecílids i de l'ordre dels ciprinodontiformes.

## Taxonomia
- Phallichthys amates (Miller, 1907)
- Phallichthys fairweatheri (Rosen & Bailey, 1959)
- Phallichthys quadripunctatus (Bussing, 1979)
- Phallichthys tico (Bussing, 1963)[1][2][3][4][5][6]